# Giovanni Ciccarelli
Giovanni Ciccarelli (Porto Civitanova, 29 gennaio 1927 – Roma, 28 marzo 1997) è stato un calciatore italiano, di ruolo centrocampista o attaccante.

## Caratteristiche tecniche
Giocò prima ala e successivamente come interno.

## Carriera
Ex pugile, peso mosca vincitore di quattro incontri sui quattro che disputò, iniziò la sua carriera calcistica nei campionati minori marchigiani giocando con la Portocivitanovese.
Venne notato da Paolo Mazza, allenatore della SPAL; arrivò a Ferrara nel 1948, insieme a Fulvio Nesti e Otello Badiali, per giocare con i biancazzurri al posto di Egisto Pandolfini che si era trasferito alla Fiorentina.
Nel 1949 fece coppia con De Vito che, come Nesti, arrivava da Scafati, e con l'altro neo acquisto Trevisani. Ciccarelli mise a segno 17 reti e la SPAL sfiorò la promozione.
Dopo 74 partite in biancoazzurro Ciccarelli e De Vito, si trasferirono alla Triestina in Serie A ed esordì il 10 settembre 1950 a Como.
A Trieste giocò due stagioni per poi passare, nel 1952 alla Pro Patria sempre nella massima serie.
Nel 1953 passò al Napoli e vi restò per quattro stagioni.
Quando era un calciatore del Napoli, l'11 dicembre 1953, giocò la prima delle due gare da lui disputate con la Nazionale B.
Il suo presidente Achille Lauro pensava di poter creare una squadra da scudetto con l'inserimento di Vinicio e di Jeppson, giunto a Napoli un anno prima di lui insieme a Bugatti.
Nel 1957 tornò in Serie B con il Cagliari, insieme a lui arrivarono in Sardegna altri ex spallini: Di Giacomo e Novelli.
A Cagliari trovò Bugatti e Morin, altri ex giocatori dalla SPAL.
Tornò a calcare i campi di IV Serie con la Portacivitanovese nel 1958 prima del definitivo ritiro.
Giocò 187 gare in Serie A mettendo a segno 21 reti e 97 in Serie B segnando 19 gol.